# 経済協力開発機構

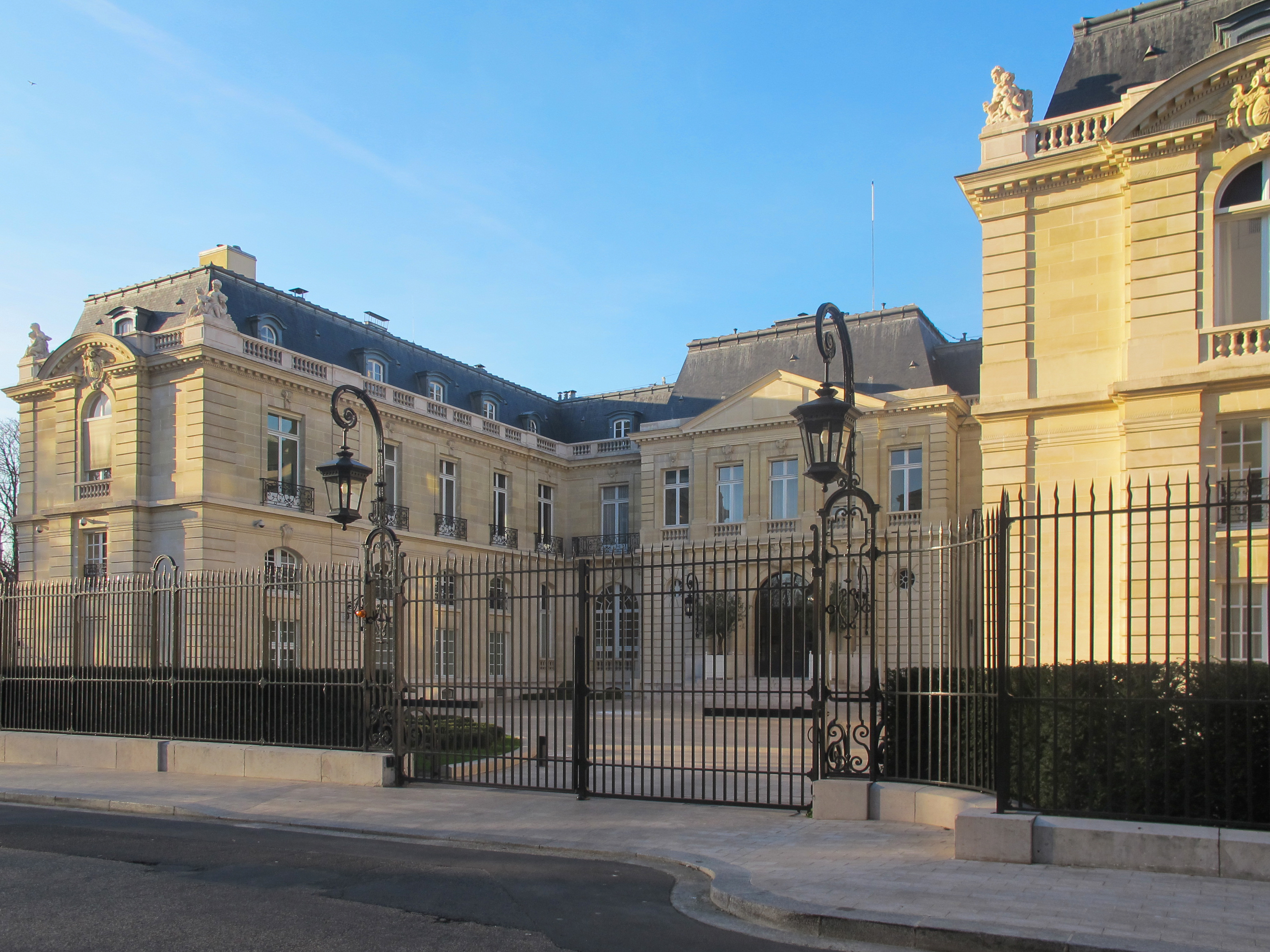
OECD本部, パリ16区アンドレ＝パスカル通り (fr)

経済協力開発機構（けいざいきょうりょくかいはつきこう）は、国際経済全般について協議することを目的とした国際機関。公用語の正式名称は、英語では"Organisation for Economic Co-operation and Development"、フランス語では"Organisation de Coopération et de Développement Economiques"。略称は英語ではOECD、フランス語ではOCDE。

本部事務局はパリ16区の旧ラ・ミュエット宮殿に置かれている。事務総長はマティアス・コールマン。

## 沿革

### 設立
1948年に、第二次世界大戦後の疲弊しきったヨーロッパ経済を活性化、救済させるために、アメリカ合衆国によるヨーロッパ復興支援計画を目的としている「マーシャル・プラン」の受け入れを整備する機関として、ヨーロッパ16か国が参加して欧州経済協力機構（OEEC）が設立された。1950年にOEECにアメリカ合衆国とカナダが準加盟国として参加した。

### 改組
1961年にヨーロッパ経済の復興に伴い、ヨーロッパの西側諸国と北アメリカの2国が、自由主義経済や貿易で対等な関係として発展と協力を行うことを目的として発展的に改組され、現在の経済協力開発機構（OECD）が創立された。
1964年以降、従来の枠である欧州（非共産圏）と北アメリカという地理的制限を取り払い、アジアにも加盟国を拡大した。戦前の「五大国」の1国で、戦後の復興が進んでいた日本は早くからOECD加盟に関心を示し、枠拡大直後の1964年4月28日に加盟した。原加盟国以外で初めての加盟であった。

### 冷戦崩壊後
1990年代に入り、冷戦構造が崩壊すると、かつて「マーシャル・プラン」の復興支援の対象として外れていた東欧の元共産圏諸国や、その多くが第二次世界大戦後に独立した新興工業国が加盟するようになり現在に至る。

## 目的
経済協力開発機構の目的は、次のことを意図した政策を推進することにある（OECD条約第1条）。
経済成長
加盟国において、財政金融上の安定を維持しつつ、できる限り高度の経済成長及び雇用並びに生活水準の向上を達成し、もって世界の経済の発展に貢献すること。
開発
経済的発展の途上にある加盟国及び非加盟国の経済の健全な拡大に貢献すること。
貿易
国際的義務に従って、世界の貿易の多角的かつ無差別的な拡大に貢献すること。

## 取り扱い事項
OECDが扱っているトピックスは広範囲にわたっており、次のようなものがある。
- Agriculture and fisheries（農業と漁業）
- Bribery and corruption（汚職・腐敗）
- Chemical safety and biosafety（化学安全と生物安全）
- Competition（競争）
- Corporate governance（企業統治）
- Development（開発）
- Economy（経済）
- Education（教育）
- Employment（雇用）
- Environment（環境）
- Finance（会計）
- Green growth and sustainable development（グリーン成長と持続可能な発展）
- Health（健康）
- Industry and entrepreneurship（産業と起業）
- Innovation（技術革新）
- Insurance and pensions（保険と年金）
- International migration（移民）
- Internet（インターネット）
- Investment（投資）
- Public governance（公共管理）
- Regional, rural and urban development（地域・地方・都市開発）
- Regulatory reform（制度改革）
- Science and technology（科学と技術）
- Social and welfare issues（社会と福祉問題）
- Tax（税金）
- Trade（通商）

## 組織

### 加盟国
2021年6月現在の加盟国は以下の38か国。
| 国               | 加盟日付                            |
| ---------------- | ----------------------------------- |
| アメリカ合衆国   | 1961年9月30日（発足当初の原加盟国） |
| イギリス         | 1961年9月30日（発足当初の原加盟国） |
| フランス         | 1961年9月30日（発足当初の原加盟国） |
| ドイツ           | 1961年9月30日（発足当初の原加盟国） |
| イタリア         | 1961年9月30日（発足当初の原加盟国） |
| カナダ           | 1961年9月30日（発足当初の原加盟国） |
| スペイン         | 1961年9月30日（発足当初の原加盟国） |
| ポルトガル       | 1961年9月30日（発足当初の原加盟国） |
| オランダ         | 1961年9月30日（発足当初の原加盟国） |
| ベルギー         | 1961年9月30日（発足当初の原加盟国） |
| ルクセンブルク   | 1961年9月30日（発足当初の原加盟国） |
| スウェーデン     | 1961年9月30日（発足当初の原加盟国） |
| デンマーク       | 1961年9月30日（発足当初の原加盟国） |
| ノルウェー       | 1961年9月30日（発足当初の原加盟国） |
| アイスランド     | 1961年9月30日（発足当初の原加盟国） |
| アイルランド     | 1961年9月30日（発足当初の原加盟国） |
| スイス           | 1961年9月30日（発足当初の原加盟国） |
| オーストリア     | 1961年9月30日（発足当初の原加盟国） |
| ギリシャ         | 1961年9月30日（発足当初の原加盟国） |
| トルコ           | 1961年9月30日（発足当初の原加盟国） |
| 日本             | 1964年4月28日                       |
| フィンランド     | 1969年1月28日                       |
| オーストラリア   | 1971年6月7日                        |
| ニュージーランド | 1973年5月29日                       |
| メキシコ         | 1994年5月18日                       |
| チェコ           | 1995年12月21日                      |
| ハンガリー       | 1996年5月7日                        |
| ポーランド       | 1996年11月22日                      |
| 韓国             | 1996年12月12日                      |
| スロバキア       | 2000年12月14日                      |
| チリ             | 2010年5月7日                        |
| スロベニア       | 2010年7月21日                       |
| イスラエル       | 2010年9月7日                        |
| エストニア       | 2010年12月9日                       |
| ラトビア         | 2016年7月1日                        |
| リトアニア       | 2018年7月5日                        |
| コロンビア       | 2020年4月28日                       |
| コスタリカ       | 2021年5月25日                       |

### 協力関係にある国々

#### キー・パートナー国
加盟を視野に入れたOECD側の調査開始を理事会が事務総長に請求（2007年5月）。
- 中華人民共和国
- インド
- ブラジル
- 南アフリカ共和国
- インドネシア

#### 加盟協議中の国
2022年1月25日より、OECDは以下の6か国と加盟協議を開始している。
- アルゼンチン[10]
- ブラジル[10]
- ブルガリア[10]
- クロアチア[10]
- ペルー[10]
- ルーマニア[10]

#### 加盟候補国
- ウクライナ（2022年10月5日承認）[11]

#### 加盟申請したが手続中止となった国
- ロシア　クリミア半島がロシア領へ編入したことに対する圧力を受ける形で、OECD理事会の決定により、2014年3月13日以降加盟手続停止（ “postponed for the time being”）となり[12][13]、更に2022年2月のウクライナ侵攻により、OECD理事会は、2月25日、ロシアの加盟手続きを完全に中止することを決定した。モスクワにある事務所は閉鎖され、閣僚級の会合などへの招待も取りやめになる[14][15]

#### その他の国と地域
上記の加盟審査中の国、加盟申請国、関与強化国のほか、 香港特別行政区、 中華民国（「チャイニーズタイペイ」として参加）、 シンガポールなど、多数の国や地域がオブザーバーとしてOECDの種々の機関の活動に参加している。

### OECD理事会
理事会は機構の最高機関であり、全ての加盟国が参加する閣僚理事会（年1回開催）と常任代表による通常理事会（頻繁に開催）を招集される。
下部組織は、12分野（経済政策・貿易・金融・開発・環境・食料・科学技術・原子力・教育）に分かれ、35の委員会で構成されている。

### 委員会・傘下機関
- 開発援助委員会（DAC）

2009年3月30日、同委員会は、DAC加盟22か国の2008年の政府開発援助（ODA）実績の暫定値を発表した。それによると、22か国のODA総額は1,198億ドル（前年比10.2%増加）、日本円で約11兆5千億円、と過去最高額に達した。しかし、対国民所得（GNI）比をみると、加盟国平均は前年の0.28%から微増して0.3%。国連が目標としている0.7%を大きく下回っている。国別では、米国260億1千万ドル、ドイツ139億1千万ドル、英国114億1千ドル、フランス109億6千万ドル、日本93億6千万ドル（5位）。国連目標を満たしているのはデンマーク、ルクセンブルク、オランダ、ノルウェー、スウェーデンの5か国のみ。
- 経済協力開発機構原子力機関（NEA）

### 事務局職員
OECD事務局職員は、国際公務員として、出身国等の特定の国家の利益のためではなく、国際社会の共通の利益のために、中立の立場で働くことが求められる。
OECD事務局においては、ポストに空席ができた際に、空席公告によって後任者を公募することが一般的である。このため、応募者には経験と実務能力が必要とされる。応募資格は各機関・各役職ごとに定められるが、一般的に以下の要件を満たすことが求められる。
- 語学：英語またはフランス語で職務を行えること
- 学位：修士号以上の学位を有すること
- 専門性：学位取得分野での実務経験等を有すること

#### 日本人職員
1990年から1996年まで、谷口誠（外務省出身）が日本人として初めて事務次長を務め、1997年に事務総長特別顧問となった。その後、1997年から1999年までは重原久美春（日本銀行出身）が、1999年から2003年までは近藤誠一（外務省出身）が、2003年から2007年までは赤阪清隆（外務省出身）が、2007年から2011年までは天野万利（外務省出身）が、2011年から2017年までは玉木林太郎（財務省出身）が、2017年から2021年までは河野正道 （金融庁出身）が、2021年からは武内良樹（財務省出身）がそれぞれ事務次長を務める。
また、OECD事務局で最有力局といわれる経済総局（Economics Department）では、重原久美春（日本銀行出身）が1970年代の初めから時を隔てて4回に亘って日銀から出向。全ての職階（エコノミスト、シニア・エコノミスト、金融調査課長、政策調査局次長、政策調査局長）を経て、日本人として初めて経済総局長（Head of Economics Department：OECD加盟国経済官庁の次官ポストに相当）に抜擢され、長年にわたってOECDチーフ・エコノミストとして活躍した。主要国際機関のチーフ・エコノミストとして永らく国際舞台で活躍した日本人は重原のほかにはいない。更に、重原は1997年には事務総長に次ぐ政治任命の最高ポスト（Deputy Secretary-General）に就任し、経済・金融・社会・開発などの諸問題に関するOECDの横断的な活動を統括したほか、中国やロシアなどOECD非加盟国の閣僚や次官クラスの政府幹部との交流を通じてOECDの協力関係を深めるために尽力した。OECD事務局の最有力専門職であるエコノミストの全ての職階を経て政治任命ポストに就任した人物は日本人のみならず他のOECD加盟国出身者でも重原以外にはいない。
OECD事務局の最高幹部としての重原の活動は、その著書「日本銀行とOECD - 実録と考察」（中央公論事業出版、2019年12月刊行）に収録されている。ドナルド・ジョンストン元OECD事務総長は、同書の冒頭部分において、「この本は、組織記憶の伝達者がほとんどいないOECDにとってかけがいのないものです」と、また鈴木淑夫（日本銀行金融研究所長、理事を歴任した後、野村総合研究所理事長、衆議院議員などを歴任）は「貴重な公共資産」と、いずれも高く評価している。前掲書についで、更に広い視点から重原が新たに書き下ろした回顧録の英語版"The Bank of Japan, the OECD, and Beyond"は英国Palgrave Macmillan社から2024年9月に出版された。リチャード・ケアリー元OECD開発援助局長は、本書について"a great achievement for Japanese, OECD and world economic history"と評価している。
全職員に占める日本人職員の比率は一貫して日本の出資比率に満たない水準に留まっている。また、日本人職員の多くが日本の各省庁・政府系機関・大手電力会社（NEAの場合）等からの中堅からシニアクラスの出向者によって構成されているのが実情である。したがって、若手職員という点では日本人職員の割合は他国に比べて大幅に低くなっている。

## 指数
OECD諸国についての様々な統計指数を示す。
| 国               | 面積 (km2) 2020 | 人口 2021     | 国内総生産 (PPP) (Intl. $) 2021 | 国内総生産 (一人当りPPP) (Intl. $) 2021 | 所得不平等 2013-2020 (直近値) | 人間開発(HDI) 2021 | 失敗国家 (FSI) 2022 | 法の支配指数 (RLI) 2022 | 腐敗認識(CPI) 2021 | 経済自由指数(IEF) 2022 | 世界平和度 2022 | 世界自由指数 2022 | 民主主義(DI) 2021 | 国               |
| ---------------- | --------------- | ------------- | ------------------------------- | --------------------------------------- | ----------------------------- | ------------------ | ------------------- | ----------------------- | ------------------ | ---------------------- | --------------- | ----------------- | ----------------- | ---------------- |
| オーストラリア   | 7,692,020       | 25,739,256    | 1,436,442,088,453               | 55,807                                  | 34.3                          | 0.951              | 22.7                | 0.79                    | 73                 | 77.7                   | 1.565           | 95                | 8.90              | オーストラリア   |
| オーストリア     | 82,520          | 8,956,279     | 523,292,952,671                 | 58,427                                  | 30.2                          | 0.916              | 25.4                | 0.81                    | 74                 | 73.8                   | 1.300           | 93                | 8.07              | オーストリア     |
| ベルギー         | 30,280          | 11,587,882    | 682,884,736,301                 | 58,931                                  | 27.2                          | 0.937              | 31.9                | 0.79                    | 73                 | 69.6                   | 1.526           | 96                | 7.51              | ベルギー         |
| カナダ           | 8,965,590       | 38,246,108    | 1,992,049,900,005               | 52,085                                  | 33.3                          | 0.936              | 20.1                | 0.80                    | 74                 | 76.6                   | 1.389           | 98                | 8.87              | カナダ           |
| チリ             | 743,532         | 19,212,362    | 559,157,699,738                 | 29,104                                  | 44.9                          | 0.855              | 43.2                | 0.66                    | 67                 | 74.4                   | 1.840           | 94                | 7.92              | チリ             |
| コロンビア       | 1,109,500       | 51,265,841    | 866,075,745,685                 | 16,894                                  | 54.2                          | 0.752              | 78.4                | 0.49                    | 39                 | 65.1                   | 2.729           | 64                | 6.48              | コロンビア       |
| コスタリカ       | 51,060          | 5,139,053     | 120,187,712,024                 | 23,387                                  | 49.3                          | 0.809              | 41.0                | 0.68                    | 58                 | 65.4                   | 1.732           | 91                | 8.07              | コスタリカ       |
| チェコ           | 77,199          | 10,703,446    | 473,743,687,166                 | 44,261                                  | 25.3                          | 0.889              | 39.9                | 0.73                    | 54                 | 74.4                   | 1.318           | 91                | 7.74              | チェコ           |
| デンマーク       | 40,000          | 5,856,733     | 378,644,912,854                 | 64,651                                  | 27.7                          | 0.948              | 18.1                | 0.9                     | 88                 | 78.0                   | 1.296           | 97                | 9.09              | デンマーク       |
| エストニア       | 42,750          | 1,329,254     | 56,083,239,282                  | 42,192                                  | 30.8                          | 0.890              | 37.7                | 0.81                    | 74                 | 80.0                   | 1.662           | 94                | 7.84              | エストニア       |
| フィンランド     | 303,940         | 5,541,696     | 304,830,106,272                 | 55,007                                  | 27.7                          | 0.940              | 15.1                | 0.88                    | 88                 | 78.3                   | 1.439           | 100               | 9.27              | フィンランド     |
| フランス         | 547,557         | 67,499,343    | 3,424,151,722,750               | 50,729                                  | 32.4                          | 0.903              | 30.9                | 0.72                    | 71                 | 65.9                   | 1.895           | 89                | 7.99              | フランス         |
| ドイツ           | 349,390         | 83,129,285    | 4,815,479,144,639               | 57,928                                  | 31.7                          | 0.942              | 23.6                | 0.84                    | 80                 | 76.1                   | 1.462           | 94                | 8.67              | ドイツ           |
| ギリシャ         | 128,900         | 10,664,568    | 333,749,205,468                 | 31,295                                  | 33.1                          | 0.887              | 55.8                | 0.61                    | 49                 | 61.5                   | 1.838           | 87                | 7.56              | ギリシャ         |
| ハンガリー       | 91,260          | 9,709,886     | 356,862,735,018                 | 36,753                                  | 30                            | 0.846              | 50.8                | 0.52                    | 43                 | 66.9                   | 1.411           | 69                | 6.50              | ハンガリー       |
| アイスランド     | 100,830         | 372,295       | 21,461,470,171                  | 57,646                                  | 26.1                          | 0.959              | 17.1                | N/A                     | 74                 | 77.0                   | 1.107           | 94                | 9.18              | アイスランド     |
| アイルランド     | 68,890          | 5,028,230     | 535,284,011,038                 | 106,456                                 | 30.6                          | 0.945              | 20.8                | 0.81                    | 74                 | 82.0                   | 1.288           | 97                | 9.00              | アイルランド     |
| イスラエル       | 21,640          | 9,364,000     | 409,409,278,136                 | 43,722                                  | 38.6                          | 0.919              | 42.6                | N/A                     | 59                 | 68                     | 2.576           | 76                | 7.97              | イスラエル       |
| イタリア         | 295,717         | 59,066,225    | 2,713,265,908,056               | 45,936                                  | 35.2                          | 0.895              | 43.4                | 0.66                    | 56                 | 65.4                   | 1.643           | 90                | 7.68              | イタリア         |
| 日本             | 364,500         | 125,681,593   | 5,396,818,536,178               | 42,940                                  | 32.9                          | 0.925              | 31.0                | 0.79                    | 73                 | 69.9                   | 1.336           | 96                | 8.15              | 日本             |
| 大韓民国         | 97,600          | 51,744,876    | 2,427,790,661,797               | 46,918                                  | 31.4                          | 0.925              | 32.7                | 0.74                    | 62                 | 74.6                   | 1.829           | 83                | 8.16              | 大韓民国         |
| ラトビア         | 62,230          | 1,883,162     | 64,909,961,686                  | 34,469                                  | 34.5                          | 0.863              | 42.8                | 0.71                    | 59                 | 74.8                   | 1.673           | 88                | 7.31              | ラトビア         |
| リトアニア       | 62,620          | 2,795,321     | 119,263,273,160                 | 42,665                                  | 35.3                          | 0.875              | 38.6                | 0.75                    | 61                 | 75.8                   | 1.724           | 89                | 7.18              | リトアニア       |
| ルクセンブルク   | 2,574           | 639,070       | 86,117,109,487                  | 134,754                                 | 34.2                          | 0.930              | 20.0                | 0.83                    | 81                 | 80.6                   | N/A             | 97                | 8.68              | ルクセンブルク   |
| メキシコ         | 1,943,950       | 130,262,220   | 2,609,993,159,828               | 20,036                                  | 45.4                          | 0.758              | 70.3                | 0.43                    | 31                 | 63.7                   | 2.612           | 60                | 5.57              | メキシコ         |
| オランダ         | 33,670          | 17,533,405    | 1,118,050,657,345               | 63,767                                  | 29.2                          | 0.941              | 22.1                | 0.83                    | 82                 | 79.5                   | 1.522           | 97                | 8.88              | オランダ         |
| ニュージーランド | 263,310         | 5,122,600     | 237,788,575,265                 | 46,420                                  | N/A                           | 0.937              | 17.5                | 0.83                    | 88                 | 80.6                   | 1.269           | 99                | 9.37              | ニュージーランド |
| ノルウェー       | 364,285         | 5,408,320     | 428,345,597,568                 | 79,201                                  | 27.7                          | 0.961              | 15.6                | 0.90                    | 85                 | 76.9                   | 1.465           | 100               | 9.75              | ノルウェー       |
| ポーランド       | 306,130         | 37,781,024    | 1,416,885,114,555               | 37,503                                  | 30.2                          | 0.876              | 42.2                | 0.64                    | 56                 | 68.7                   | 1.552           | 81                | 6.80              | ポーランド       |
| ポルトガル       | 91,606          | 10,299,423    | 369,627,395,923                 | 35,888                                  | 32.8                          | 0.866              | 27.5                | 0.7                     | 62                 | 70.8                   | 1.301           | 95                | 7.82              | ポルトガル       |
| スロバキア       | 48,080          | 5,447,247     | 179,815,207,249                 | 33,010                                  | 23.2                          | 0.848              | 37.1                | 0.66                    | 52                 | 69.7                   | 1.499           | 90                | 7.03              | スロバキア       |
| スロベニア       | 20,136          | 2,107,007     | 91,917,491,837                  | 43,625                                  | 24.4                          | 0.918              | 27.7                | 0.68                    | 57                 | 70.5                   | 1.316           | 90                | 7.54              | スロベニア       |
| スペイン         | 499,557         | 47,326,687    | 1,929,758,848,803               | 40,775                                  | 34.3                          | 0.905              | 44.4                | 0.73                    | 61                 | 68.2                   | 1.603           | 90                | 7.94              | スペイン         |
| スウェーデン     | 407,284         | 10,415,811    | 617,907,203,164                 | 59,324                                  | 29.3                          | 0.947              | 20.9                | 0.86                    | 85                 | 77.9                   | 1.564           | 100               | 9.26              | スウェーデン     |
| スイス           | 39,516          | 8,697,723     | 672,543,499,596                 | 77,324                                  | 33.1                          | 0.962              | 18.9                | N/A                     | 84                 | 84.2                   | 1.357           | 96                | 8.90              | スイス           |
| トルコ           | 769,630         | 85,042,736    | 2,591,454,561,953               | 30,472                                  | 41.9                          | 0.838              | 78.1                | 0.42                    | 38                 | 56.9                   | 2.785           | 32                | 4.35              | トルコ           |
| イギリス         | 241,930         | 67,326,569    | 3,344,467,827,749               | 49,675                                  | 35.1                          | 0.929              | 40.6                | 0.79                    | 78                 | 72.7                   | 1.667           | 93                | 8.10              | イギリス         |
| アメリカ合衆国   | 9,147,420       | 331,893,745   | 22,996,100,000,000              | 69,288                                  | 41.5                          | 0.921              | 46.6                | 0.69                    | 67                 | 72.1                   | 2.440           | 83                | 7.85              | アメリカ合衆国   |
| OECDa            | 35,508,602      | 1,375,820,281 | 66,702,610,938,869              | 48,482                                  | -                             | 0.899              | 44.2                | 0.68                    | 62                 | 69.9                   | 1.998           | 82                | 7.53              | OECDa            |
| 国               | 面積 (km2) 2020 | 人口 2021     | 国内総生産 (PPP) (Intl. $) 2021 | 国内総生産 (一人当りPPP) (Intl. $) 2021 | 所得不平等 2013-2020 (直近値) | 人間開発(HDI) 2021 | 失敗国家 (FSI) 2022 | 法の支配指数 (RLI) 2022 | 腐敗認識(CPI) 2021 | 経済自由指数(IEF) 2022 | 世界平和度 2022 | 世界自由指数 2022 | 民主主義(DI) 2021 | 国               |

注１
 指標1(面積)から3(国内総生産[PPP])はOECD加盟諸国の合計。指標4（一人当りPPP）と指標6(人間開発)〜13(民主主義指数)はOECD加重平均。但し、指標7（失敗国家）以降は、表中にある数値で計算して出した数値である（A国の人口×指標数値X＋B国の人口×指標数値Y＋・・・Z国の人口×指標数値Z/A国の人口+B国の人口+・・・Z国の数値=指標数値の加重平均値）。

注２： 背景色は各指標におけるその国の国際的な位置を示す。たとえば、緑色のマスはその国が表（データのある全ての国を含む）の上位25％に順位づけられていることを示す。
|  | 上位1/4                                        |
|  | 中位の上半分（第2四分位数から第3四分位数まで） |
|  | 中位の下半分（第1四分位数から第2四分位数まで） |
|  | 下位1/4                                        |